# Oxygene 7-13
Oxygène 7-13 альбом 1997 року Жан-Мішель Жарра, це його дев'ятий студійний альбом. Це продовження його першого всесвітньо відомого альбому Oxygène 1976 року, і присвячений його колишньому наставнику, музиканту-експериментатору П'єру Шефферу.
«Oxygène 7», «Oxygène 8» і «Oxygène 10» були випущені як сингли.

## Композиції
1. «Oxygène 7» — 11:41
  1. Part 1 — 4:20
  2. Part 2 — 3:43
  3. Part 3 — 3:38
2. «Oxygène 8» — 3:54
3. «Oxygène 9» — 6:13
  1. Part 1 — 1:53
  2. Part 2 — 1:56
  3. Part 3 — 2:24
4. «Oxygène 10» — 4:16
5. «Oxygène 11» — 4:58
6. «Oxygène 12» — 5:40
7. «Oxygène 13» — 4:27

## Інструменти

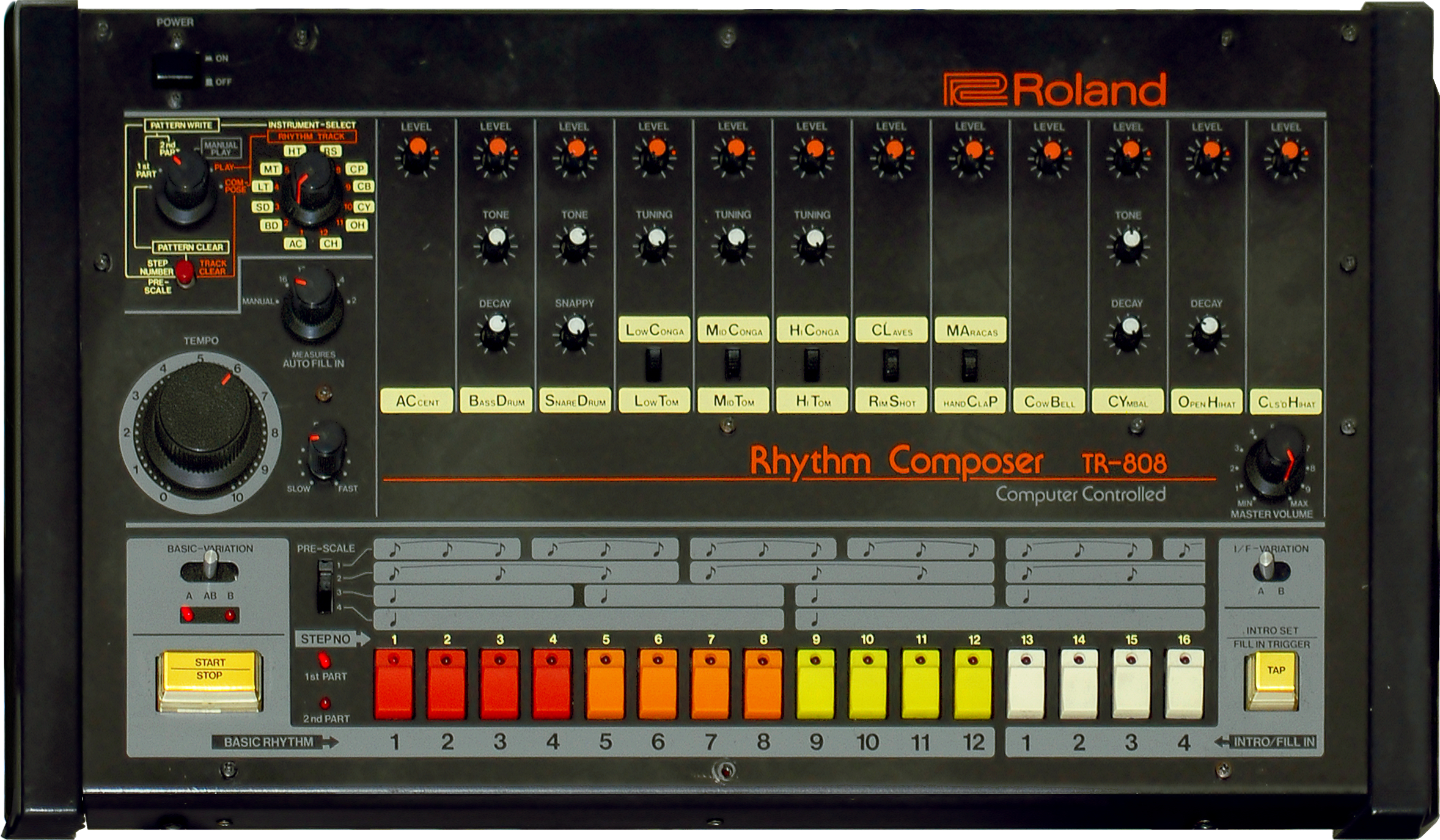
Драм-машина Roland TR808

- 2600 ARP synthesizer
- EMS VCS 3
- AKS
- Eminent 310 Unique
- Mellotron M400
- Терменвокс
- CS80
- Quasimidi Raven
- Digisequencer
- Akai MPC3000
- Nordlead
- JV 90
- K2000
- RMI Harmonic synthesizer
- Prophecy
- Roland TR808
- DJ70

## Зовнішні посилання
- Oxygène 7–13 [Архівовано 23 травня 2012 у Wayback Machine.] at Discogs
- Oxygène 7–13 [Архівовано 26 липня 2011 у Wayback Machine.] at JarreUK